# Wolframit
Wolframit (Fe,Mn)WO4 (även med stavningen volframit) har en kemisk sammansättning mellan ändleden ferberit (FeWO4) och hübernit (MnWO4).
Det är det ekonomiskt viktigaste malmmineralet i wolframitgruppen tillsammans med scheelit. I wolframitgruppen räknas även några andra volframater (heftejernit, huanzalait rossovskyit och sammartinit).
Wolframit förekommer i kvartsådror och pegmatiter associerade med granitintrusioner. Andra mineral som brukar förekomma tillsammans med volframit är kassiterit (tennsten), scheelit, vismut, kvarts, pyrit, blyglans, zinkblände och arsenikkis.

## Nomenklatur
Namnet "wolframit" kommer från tyska "Wolfrahm", det namn som Johan Gottschalk Wallerius gav mineralet 1747. Detta kommer i sin tur från "Lupi spuma", det namn som Georgius Agricola använde för ämnet 1546 och har översatts som "vargskum" eller "vargkräm". Etymologin är inte helt säker men verkar vara en referens till de stora mängder tenn som inte kunde utvinnas när mineralet förekom samtidigt i tennmalmen. Fenomenet liknas vid att en varg äter ett får. Ordet wolfram är grunden för den kemiska tecknet  W för volfram som kemiskt grundämne.

## Bildning
Wolframitserien bildas huvudsakligen genom magmatisk-hydrotermiska processer tillsammans med felsisk magma, nämligen skarn, eller genom metamorfa processer. I de vanligare granitavlagringarna kan wolframitmineraler finnas i både greisen och vener eftersom dess bildning är knuten till dessa två strukturer.

## Egenskaper
Wolframit har  en relativ densitet på 6,7–7,5; en Mohs-hårdhet på 4–4½ och glansen är metallisk till kådartad. Färg samt streckfärg är rödaktigt svart till brunt. Wolframit i dess kristallina form uppvisar också lamellär och prismatisk bildning. Volframit har en perfekt spaltningav utefter plan {010}. Volframitmalm uppvisar massiv form med en mörkgrå till rödaktig svart färg.

### Kristallstruktur

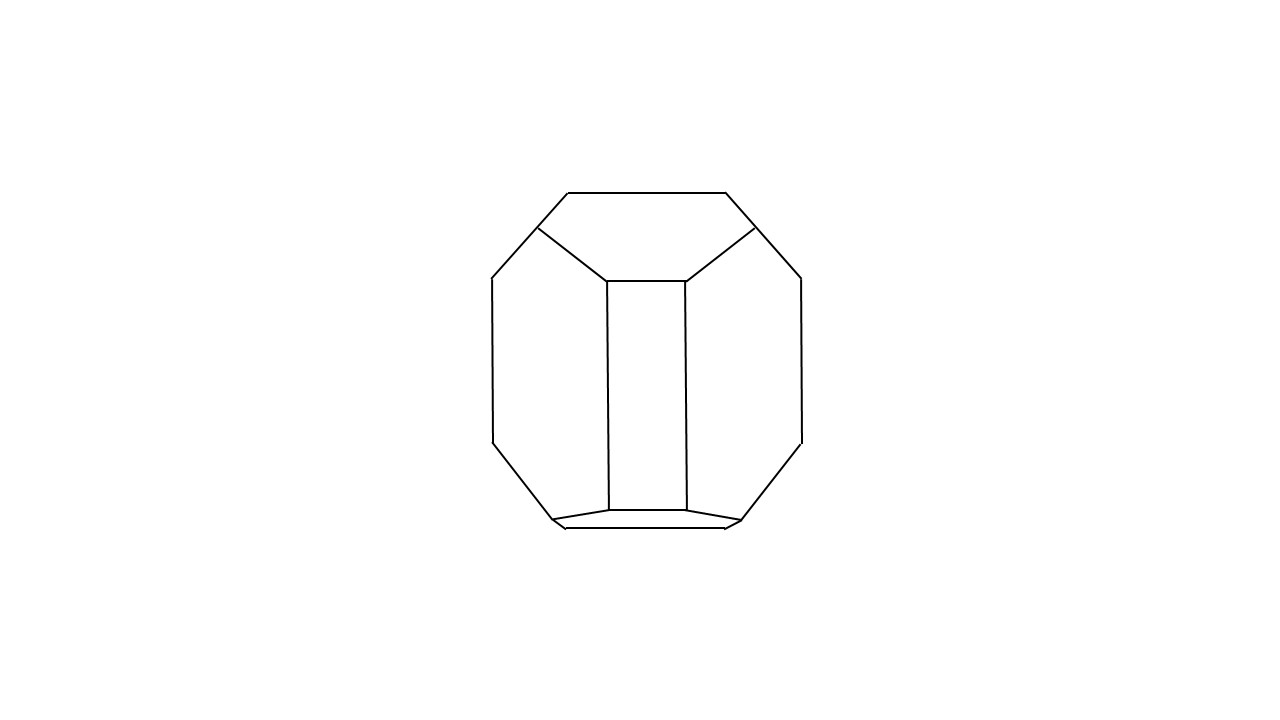
Diagram av volframitkristallens framsida

Wolframitserien består av två ändelement, ferberit (Fe2+ ändelement), hübnerite (Mn2+ ändelement), där volframit, (Fe,Mn)WO4 i sig är en fast lösning mellan de två ändelementen. Dessa två ändelement kan finnas i valfri proportion inom wolframit, från 100 procent ferberit till 100 procent hübnerit. Volframit Innehåller följande procentandelar av dess komponenter, 60,63 procent W+6, 9,21 procent Fe+2, 9,06 procent Mn+2, 21,10 procent O−2.
Volframit tillhör det monoklina kristallsystemet.  

## Förekomst
Historiska fyndorter finns i Böhmen, Sachsen och Cornwall. Kina har omkring 60 procent av världens volframtillgångar, men produktion finns även i Spanien, Kanada, Portugal, Ryssland, Australien, Thailand, Sydkorea, Rwanda, Bolivia, USA och Republiken Kongo.

## Användning
Wolframit har mycket hög smältpunkt (omkring 3 400 °C)(källa behövs) och används till glödtrådar och många specialverktyg. Under andra världskriget användes volfram till pansar och volframitmalm var av stor strategisk betydelse. Sedan dess har användningen av kompositpansar bestående av isotoputarmat uran gjort att volframit minskat i betydelse.

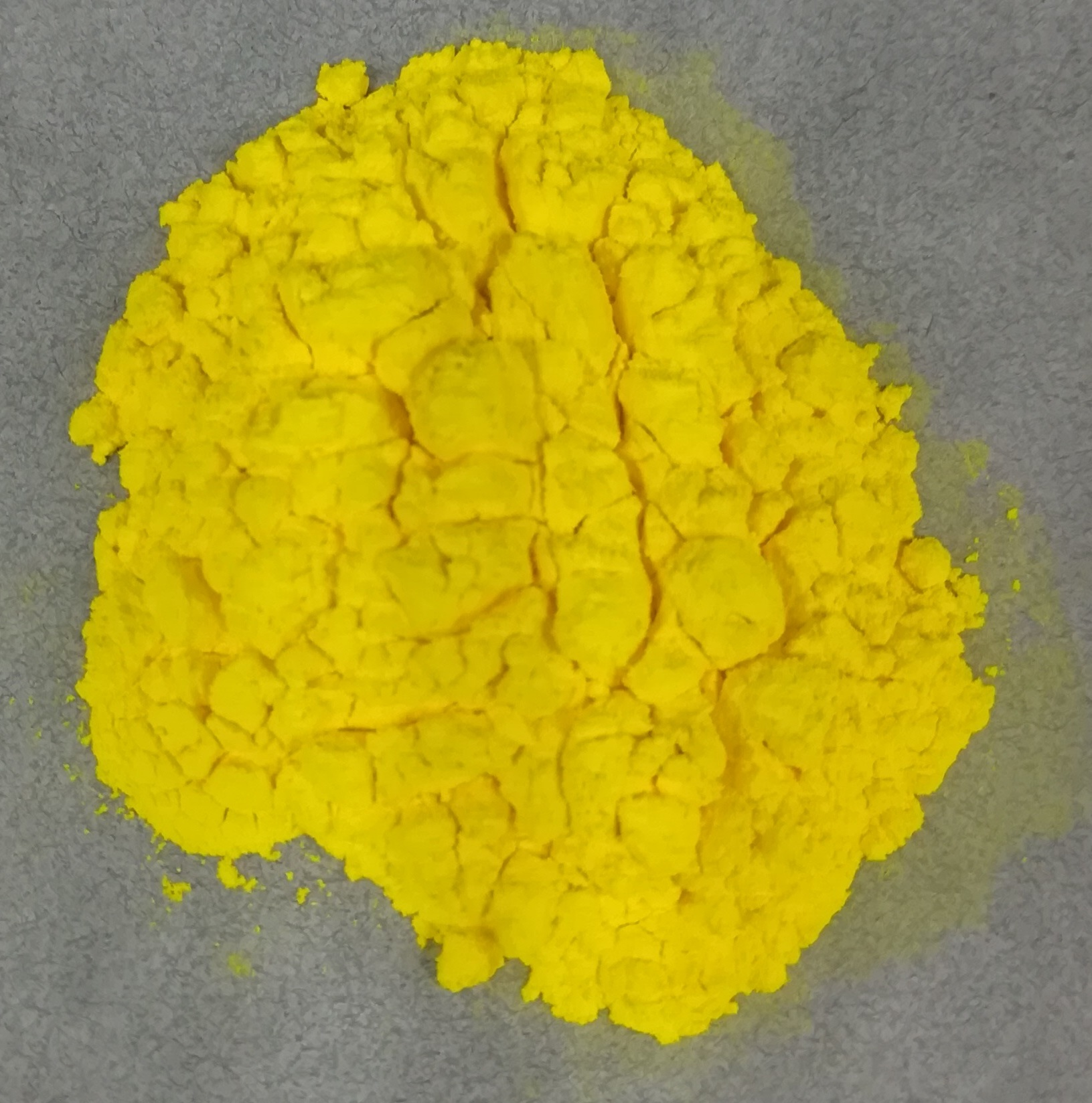
Volframsyra (WO_{3}) i pulverform

Volframsalter användes på 1800-talet för att färga bomull och för att göra scenkostymer som var brandsäkra. Dessutom användes volframsulfider på 1800-talet sparsamt som smörjmedel för bearbetning. Wolframit används också för att göra volframsyra som används i textilindustrin.
En stor modern användning av volfram är som katalysator för olika kemiska reaktioner. En sådan katalytisk användning av volfram är som hydrokrackningskatalysator som används för att förbättra utbytet av organiska komponenter såsom bensin vid oljeraffinering såväl som för att minska skadliga föroreningar och biprodukter. En annan katalytisk användning av volfram är som en De-NOX-katalysator som används vid behandling av kväveoxidutsläpp för att omvandla skadliga kväveoxider till inert N2-gas.
En annan modern användning av volfram är som smörjmedel. Volframdisulfid (WS2) är ett smörjmedel med en dynamisk friktionskoefficient på ~0,03. Volframdisulfid kan användas vid temperaturer på 583 °C och 1316 °C i luft respektive vakuum. Dessa egenskaper gör att detta smörjmedel kan fungera under extrema förhållanden.